# フィリピンの医学教育
フィリピンの医学教育では、フィリピン共和国の医師 (Physician) 免許を取得する教育課程を紹介する。
フィリピン共和国の医師免許の取得は、数段階が存在している。

## 課程

### 4年制大学
まず一般の4年制大学で主専攻を学びながら、大学教養レベルの物理学・化学(理論・分析・有機化学)・生物学・数学・英語を履修するか、医学進学課程 (Pre-Med Course) に進んで物理学・化学・生物学を強化したプログラムを履修する。前者では専攻は問われない。例えば心理学・ビジネス・法学が主専攻であっても、上記の基礎科学と英語・数学等を履修すれば医学校入学要件を満たされる。この制度は、フィリピンの高等教育における学士課程がアメリカ教育制度を取り入れたリベラルアーツ・カレッジを主としていることに起因する。但し入学に関する選考基準は大学により多少異なるため、医学部進学希望者は各大学に問い合わせる方が良い。

### NMAT(エヌマット)
一般の4年制大学学士号取得と同時に、アメリカのMCATにならい、フィリピンではNMAT(エヌマット／National Medical Admission Test ：フィリピン医学校入学試験）と言う医学校入学のための統一試験を受験することが入学条件となる。これは大学レベルの一般科学と英語を含んだ一般能力考査である。ふつう得点は問題と成らないが、国立フィリピン大学医学部では90パーセンタイル取得が足切り点、私立の名門サントトマス大学では80パーセンタイルが足切り点となっている。一部と二部とに分かれ、一部は3時間に渡る英単語語彙と長文読解・数理問題・誤字探し・図形問題等の一般能力考査で、二部は制限時間が2時間30分の物理学・化学・生物学・社会科学(心理学・社会学・人類学)の試験からなる。各科目ごとに標準偏差を500点、最高値を800、最低値を300とした偏差値で得点が算出される。満点近く取れば800点近いスコアを出すことも難しくは無い。問題は丸暗記の通用するシングルステップのごく易しい問題であり、MCATの難易度と比べれば極めて易しい出題となっている。
詳しくはCEMに問い合わせを。

### 大学時代の専攻上位3種
①臨床検査学専攻
医学部卒業の最短コースと言われるのが臨床検査学専攻である。組織学・病理学・微生物学・寄生虫学・臨床化学などの基幹科目に加えて解剖学の基礎から生理学や生化学まで一通り勉強している。医学部入学時点で既に医学部の基礎が固められているために、さしたる困難を伴わずに進級できるケースが多い。医学部での成績上位者に最も多い専攻である。座学も厳しいが、最終学年に夜勤を伴うインターンシップがあり、病院付けで実地訓練を受ける。このため医学部のカリキュラム内容が想起し易く、医学部進学・卒業には非常に有利と言える。
②看護学専攻
第二の人気専攻は看護学である。看護師の資格を取得してから医学部へ進学する者もいる。解剖学・生理学・生化学や地域保健等の科目を既に履修しており、医学部での成績も悪くない。臨床実習においても能力を発揮する。
③生物学専攻
生物学専攻は生理学・生化学・組織学等に強い。学校によっては人体解剖学や医学部と同様の微生物学を既に履修している。臨床検査学専攻の落第生の多くは生物学専攻へと転科する。

## メディカルスクール
フィリピン共和国では、上記の条件をクリアしNMATを受験した者が「メディカルスクール」（4年制の専門職大学院）にて医学教育をうけることができる。基礎医学と言えども教育は病院やクリニックの医師を中心に行われる。これは基礎医学研究そのものがフィリピン共和国には一部を除いて存在しないためである。例えば解剖学と組織学の講座を有する解剖学教室の多くは外科医や病理学専門医が占める。社会医学については公衆衛生学関連科目を1年次から3年次まで履修する。4年度は次に解説するようにインターンシップと呼ばれる。つまり臨床医学と社会医学を基調とした教育カリキュラムであると言える。

### 1年～3年
日本の3年～5年次に相当する。一般教養科目の講義は無く、最初から解剖学・組織学・生理学・生化学・寄生虫学・微生物学・薬理学・病理学(一般病理・臨床病理)等を学ぶ。医学校によって独立した神経解剖学のある学校と無い学校がある。丸暗記を基調とした教育で、説明よりも暗記する力を求められる。正常値はもとより身体構造と機能、及び臨床的所見について徹底した暗記を求められる。基礎解剖学の講義はなされず、初めから臨床局所解剖学を徹底して身につけさせられる。

#### 臨床医学のための基礎医学
解剖学を始めとして組織学・生化学・生理学・寄生虫学・神経解剖学等においては臨床との関連が特に重視される。基礎解剖学・系統解剖学を講ずることは少なく、臨床解剖学・局所解剖学が講じられる。生化学では臨床的所見が提示され、生化学的説明を行うことが求められる。組織学でも病理学に関連した話題が散見される。

#### 構造同定能力の練成
解剖学・組織学・寄生虫学・病理学・微生物学の実習においては検体が提示され、肉眼或いは顕微鏡下で構造を同定する試験が行われる。試験時間はごく短いために短時間で瞬時に解剖学的構造や病理組織学標本、寄生虫や微生物の生活環を想起して回答しなければならない。組織学実習の成績評価に占めるウェイトはそれ程高くは無いものの、正常構造を暗記していないとより上級学年で学ぶ一般病理学実習で苦労することになる。

#### 病歴聴取と診断力の練成
「理学的診断」と言う病歴聴取のための独立した講義も特徴で、病歴聴取を１年かけて徹底的に学ばされる。教室を離れてクリニックで実際の患者と面談をしながら症候学・診断学と病歴聴取を実地で学ぶのである。

#### 公衆衛生学修士相当の社会医学教育
公衆衛生学系科目である「予防地域医学」では生物統計学・疫学・公衆衛生学・衛生学・地域保健等の社会医学系統を３年間に渡り教育される。学校によって名称は異なるが教育内容は類似している。

### インターンシップ
4年生はインターンシップと言って各病院をローテートして臨床研修を行う。採血・縫合・処方・分娩・手術補助・患者モニタリングまで一通りの医行為をレジデントの監督下で任される。書類書きやレポート作成に始まり、ありとあらゆる雑用を任される。医師であるレジデントと看護婦の厳しい指導を受けながら36時間の当直を1日置きに行う。36時間当直の間は不休不眠が求められる。時に上級医や看護婦の許可をとって休むことも許される。ふつうは１カ月毎に次のローテーションへと移るが、ミスを犯した場合にはエクステンションと言って研修期間が延長され、次の研修先へと進むことが許されない。エクステンションの最大日数は予備日として30日間用意されており、これを超えると卒業証書は授与できるが、卒業式自体には参加することが許可されない。皮膚科・精神科・産科・婦人科・外科・内科・小児科などの主要診療科に加えて「地域医学」では農村地域に泊まり込みで公衆衛生学・地域保健のフィールドワークを行う。
修了者は大学-大学院合わせて8年修業することになり、日本の卒後研修後と同じ年数になる。修了者はen:Doctor of Medicine (M.D.) となる。

## 国家試験
外国人は基本的に受験資格がないのでUSMLEを受験したり母国で受験する。しかし例外もあり1部の外国人アメリカ人や日本人などは、ハードルは高いがプロセスをふみ受験資格を取得できる場合もある。日本人を含めアメリカ国籍や永住権保持者以外の外国人(フィリピン国籍者は除外)は、最終的に就労ビザの問題があり、フィリピンから各々の国を経由せず、アメリカ臨床留学は不可能。これは、J1ビザをECFMGに申請するさい、各々の国の厚生労働省にStatement of Need(政府証明書)を発行してもらう必要があり、厚生労働省は、その国の医師でない限り、この政府証明書は発行しない。また、途中で医学部が廃校になったり、成績が思わしくなく放校になった場合の転校や編入を繰り返すと、アメリカのプログラムは、その経歴だけを見ただけで、受付てくれないので注意が必要である。

## 臨床研修

### ポストグラデュエート・インターンシップ(PGI)
メディカルスクールを卒業した者は、ポストグラデュエート・インターンシップを行わなければならない。研修病院での臨床研修最初の1年を「PGI/Post-Graduate Internship（ポストグラデュエート・インターンシップ）」と呼び、インターン時代同様に主要診療科を一通り回るのが一般的となっている。

### レジデンシー
その後各科ごとに研修期間の異なる「Residency（レジデンシー）」と呼ばれる段階に進み、各科それぞれ数年の研修が行われる。この後に「Board Certification Examination（認定試験）」という試験を受験。これに合格して初めて「一般内科医」「一般外科医」等の称号となり医師としての一般的な活動が可能となる。

### フェローシップ
さらにこの後は「Fellowship（フェローシップ）」と呼ばれる専門医研修があり、各科数年の研修の後「Subspeciality Board Certification Examination（専門科認定試験）」を受験し、これに合格して「循環器内科専門医」等という称号が与えられ高度な医療行為を行うことができる。

## 医学博士号
M.D.の称号のみが存在する。M.D.は日本やアメリカと同様に西洋医学を学んだ医師である。

## 関連
- 医学教育
- アメリカの医学教育